# ویکتوریا ایسایوا
ویکتوریا ایسایوا (انگلیسی: Victoria Isaeva) کاراته کا اهل روسیه است. وی در مسابقات کاراته قهرمانی جهان ۲۰۱۸ که در مادرید، اسپانیا برگزار شد، در کمیته ۶۸ کیلوگرم زنان مدال نقره را از آن خود کرد. وی در بازی نهایی مقابل ایرینا زارتسکا از آذربایجان شکست خورد.

## دستاوردها
| سال  | رقابت        | محل             | رتبه بندی | رویداد            |
| ---- | ------------ | --------------- | --------- | ----------------- |
| ۲۰۱۸ | قهرمانی جهان | مادرید، اسپانیا | دوم       | کومیته ۶۸ کیلوگرم |